# Marabella
Marabella est une ancienne commune de Trinité-et-Tobago fusionnée depuis les années 1990 avec San Fernando. Elle est située au sud-ouest de l'île de Trinité entre San Fernando et Pointe-à-Pierre.
Marabella est connu pour sa vie nocturne. Elle héberge un hippodrome : l'Union Park Turf Club et le Stade Manny-Ramjohn. 

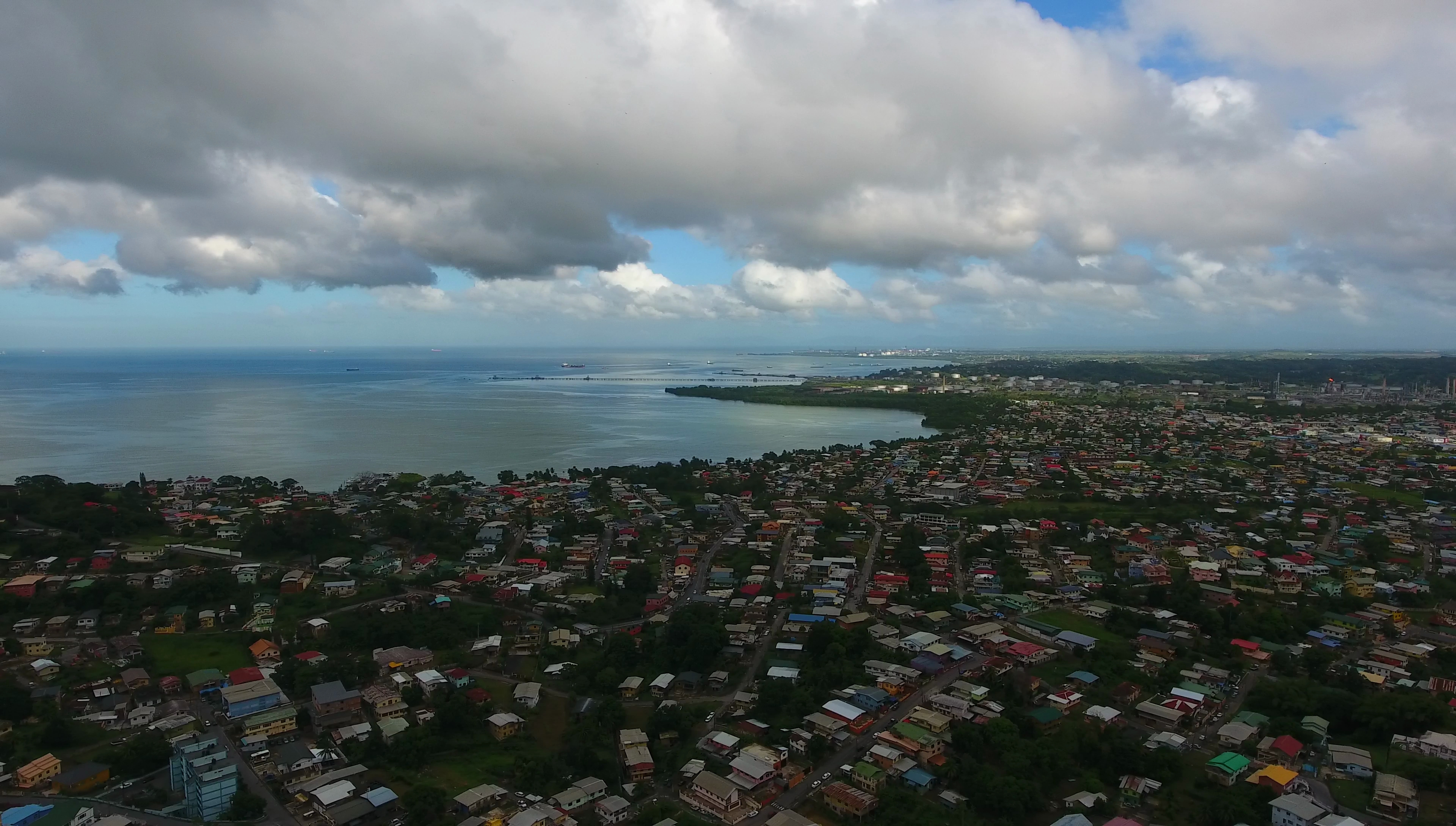
Marabella